# Andrena fulvata
Andrena fulvata är en biart som beskrevs av Stoeckhert 1930. Andrena fulvata ingår i släktet sandbin, och familjen grävbin. Inga underarter finns listade i Catalogue of Life.